# デダム (マサチューセッツ州)
デダム（英: Dedham、[ˈdɛdəm]）は、アメリカ合衆国マサチューセッツ州の町。ノーフォーク郡の郡庁所在地である。人口は2万5364人（2020年）。ボストンの南に接している。

## 歴史
デダムの町は1635年にロクスベリーとウォータータウンから入ってきた開拓者により作られ、翌1636年には法人化された。1793年3月26日にノーフォーク郡が結成された時には、その郡庁所在地になった。この町が最初に法人化されたとき、住民は町の名をコンテントメント（満足）とすることを望んだ。マサチューセッツ議会はそれを斥け、当初住民の一部の出身地だったイングランドのエセックスにあるデダムから採って名付けた。
1636年8月15日に開催された最初の大衆ミーティングで、18名の者が町の盟約書に署名した。彼等は「全能なる神を恐れ敬い、我々の間で互いにそれぞれが約束し、最も完全な規則に従って1つの真実をそれぞれが名言実行し、その基本が永続する愛である」ことを誓った。
彼らはまた「我々はあらゆる手段を尽くし、相容れない考え方の者を排除し、我々と一つになれるであろう者のみを受け入れ、我々は全ての精神の温和さで平和な対話に入ることを知るか、あるいは真に伝えられるものであり、主イエスの知識と信仰に互いに啓蒙されるものである」ことに合意した。この盟約書は、町民の間に意見の違いが生じた場合は、解決のための仲裁を求め、良識を互いに分け合うことも規定していた。
デダムの町にはアメリカ合衆国で最古の現存する木枠組の家、フェアバンクス邸が残っており、科学的には1637年のものとされている。1643年1月1日、住民集会の全会一致で、最初の納税者が資金を出す公立学校を承認し、「アメリカ教育の種」を撒いた。初代の教師はラルフ・ウィーロック牧師であり、町の若者を教える代償として年20ポンドを受け取った。このときの生徒の子孫が、ダートマス大学、イェール大学、ハーバード大学の学長になった。
北アメリカで最初の人工運河、マザー・ブルックが1639年にデダムで造られた。チャールズ川とネポンセット川を結んだ。どちらも流れが緩やかだったが、水位が違っていた。この水位の違いによって運河の流れが速くなり、幾つかの工場を動かすには十分だった。
1798年11月、デイビッド・ブラウンがデダムの集団を率いて連邦政府に抗議した。アメリカ独立戦争の前にしていたように自由の柱を建てた。そこには「印紙法はいらない、治安法はいらない、外国人法はいらない、土地税はいらない、アメリカの専制君主を倒せ、大統領に平和と引退を、副大統領に長生きを」と書かれていた。これは当時のジョン・アダムズ大統領とトマス・ジェファーソン副大統領に宛てたものだった。ブラウンはアンドーバーで逮捕されたが、4,000ドルの保釈金を積めなかったので、裁判のために セイラムに連れて行かれた。ブラウンは1799年6月に裁判に掛けられた。ブラウンは有罪を主張することを欲したが、サミュエル・チェイス判事は自由と引き換えにブラウンを助けた者達の名前を告げるか、ブラウンの書いたものに同意した者達の名前を告げることを勧めた。ブラウンはこれを断り、罰金480ドルを言い渡され、懲役18か月を宣告された。それは外国人・治安諸法の下で課された中でも最も厳しい判決だった。
1818年、住民は依然として牧師やその他「宗教の公的教師達」を支えるために税金を払っていたが、デダムは政教分離の先例を作った。住民は協会の選定委員が選んだ者とは異なる牧師を選んだ。その選定権はマサチューセッツ州最高司法裁判所で確認された。会衆への権限の意向が会衆派教会の興隆に繋がった。
1904年、土地のエンディコット・エステイトが火事で灰燼に帰した。これはほとんど同時に起こった3つの火事に消防団が対応しており、エンディコットには最後に到着したためだった。彼らが到着した時には灰しか残っていなかった。荘園のオーナーであるヘンリー・ブラッドフォード・エンディコット（エンディコット・ジョンソン・コーポレーションの設立者）は、家が焼失したことを神が立て直しを命じたものと解釈し、事実建て直した。再建されたエンディコット・エステイトはアメリカ合衆国国家歴史登録財に指定された。この建物と周辺の敷地は一般公開されており、ヘンリーの継娘キャサリンがこの家と敷地を「教育、公的、社会的、レクリエーションの用途に」使って欲しいと考えたことを実現している。
1921年、「サッコ・ヴァンゼッティ事件」裁判が、デダムにあるノーフォーク郡裁判所で行われた。
デダム・ポッタリーは、はっきりした罅のある表面、青と白の組み合わせ、さらにウサギなど動物の模様をモチーフにすることが多い、陶器の古窯である。デダムは現在ある14の町が当初の領域に入っていたので、「町の母」と呼ばれることがある。

## 地理
デダム町は北緯42度14分40秒 西経71度9分55秒 / 北緯42.24444度 西経71.16528度 (42.244609, −71.165531)に位置している。ハイ通りとコート通りの北東角にはアメリカ合衆国海岸 & 測地測量、現在のアメリカ合衆国ナショナル測地測量が、標高112.288フィート (34.2 m) を示す花崗岩ブロックに小さなメダルを据えた。
デダムの町は下記の地区の集まりである。
- 町の地理上の中心はオークデールである。西は東通り、南と東はシーダー通り、北はホワイティング・アベニューで囲まれている。シーダー通りを北に、スプラグ通りを南に、その間の地区と定義する方法もある
- リバーデール、チャールズ川とロング・ディッチで囲まれた島
- グリーンロッジ、グリーンロッジ通りを軸に、グリーンロッジ通りと東通りの間の地域
- ザ・マナー、スプラグ通りから南の地区
- イースト・デダム、マザー・ブルックとボストン市境の間の地区
- プレシンクトワン、あるいはアッパー・デダム、町の北西隅、ハイ通りとコモン通り、ウェストウッドとニーダムの町境との間

アメリカ合衆国国勢調査局に拠れば、市域全面積は10.6平方マイル (27 km2)であり、このうち陸地10.4平方マイル (27 km2)、水域は0.2平方マイル (0.52 km2)で水域率は1.79%である。

## 人口動態
以下は2000年国勢調査による人口統計データである。
| 基礎データ - 人口: 23,464 人 - 世帯数: 8,654 世帯 - 家族数: 6,144 家族 - 人口密度: 866.9人/km2（2,244.6 人/mi2） - 住居数: 8,908 軒 - 住居密度: 329.1軒/km2（852.2 軒/mi2） 人種別人口構成 - 白人: 94.51% - アフリカン・アメリカン: 1.54% - ネイティブ・アメリカン: 0.16% - アジア人: 1.87% - 太平洋諸島系: 0.04% - その他の人種: 0.80% - 混血: 1.08% - ヒスパニック・ラテン系: 2.42% 年齢別人口構成 - 18歳未満: 22.2% - 18-24歳: 5.8% - 25-44歳: 31.1% - 45-64歳: 24.2% - 65歳以上: 16.6% - 年齢の中央値: 40歳 - 性比（女性100人あたり男性の人口） - 総人口: 93.4 - 18歳以上: 92.0 | 世帯と家族（対世帯数） - 18歳未満の子供がいる: 30.1% - 結婚・同居している夫婦: 56.3% - 未婚・離婚・死別女性が世帯主: 11.1% - 非家族世帯: 29.0% - 単身世帯: 23.9% - 65歳以上の老人1人暮らし: 10.4% - 平均構成人数 - 世帯: 2.61人 - 家族: 3.14人 収入と家計 - 収入の中央値 - 世帯: 61,699米ドル - 家族: 72,330米ドル - 性別 - 男性: 46,216米ドル - 女性: 35,682米ドル - 人口1人あたり収入: 28,199米ドル - 貧困線以下 - 対人口: 4.6% - 対家族数: 3.2% - 18歳未満: 3.9% - 65歳以上: 6.5% |

## 町章と町旗
町章には幾つかの絵が入っている。中央には古いアベリー・オークのクレストがある。この木が倒れたときに、タウンミーティングで議長が使った小槌がそれから彫り出された。木の上には正義の秤があり、デダムが郡庁所在地であり、ノーフォーク郡の裁判所があることを示している。木の左には農具、右には工場があり、デダムがまず農夫の町として、その後は特にマザー・ブルック沿いに多くの工場の町として発展した歴史を表している。木の下には「満足」という言葉を入れた旗がある。
町旗は赤地の中央に町章を置いている。左下隅にはアベリー・多くの一部、右下隅にはフェアバンクス邸の一部が描かれている。町役場の委員会議場に掛けられ、マサチューセッツ州会議事堂のグレートホールにもある。

## 町政府
1998年に採択された憲章が、町政府の基本構造を規定しているが、その後も機会あるごとに改定されている。7人の委員による憲章諮問委員会は2012年に指名され、6つの基本的な修正と、多くの小さな変更を行うよう推薦した。町政委員会がそれらをタウンミーティングで検討させるために6つの条項に統合し、そのうち5つが2013年のミーティングに提出された。2014年にそのうちの4項を有権者が承認した。2014年春の年次タウンミーティングで6番目と最終の提案が採用された。

### タウンミーティング
デダムの憲章 に拠れば、「町および町政府の財政、企画、行政事項全ての管理は、代表制タウンミーティングで構成する立法府に与えられる」としている。タウンミーティングは270人未満であってはならないが、各選挙区から同数が出席するために必要な数以上ではない。現在は7選挙区があるが、町政委員会と登録有権者が10年毎に引く線に従って、最小6区、最大9区となっている。
投票は、出席者が起立あるいは氏名点呼投票を要求しない限り、声によっている。その方法は議長も要求できる。町の役人は全てタウンミーティングへの出席を求められ、複数のメンバーがいる部署は、投票権以外の出席者の全てのメンバー権限を持つ代表者を少なくとも1名送らなければならない。タウンミーティングの日より14日以内に町の有権者の5%が町政委員会に請願するならば、選択された行動は有権者に提示される。最終結果は多数決で決められるが、登録有権者の20%が参加しない限り撤廃されることはない。
タウンミーティングは独自の規則を決め、審議記録を保持する。タウンミーティングは様々な特別委員会や既存委員会を設立でき、それには委員や有権者が参加できる。

#### タウンミーティングのメンバー
現在のタウンミーティングは273人のメンバーすなわち代議員で構成され、7つ選挙区がそれぞれ39人を選出している。毎年各選挙区から13人が選ばれ、3年の任期を務める。各選挙区は独自の議長、副議長、秘書官を互選で選出する。
メンバーになるためにはその選挙区から10人の登録有権者の署名による指名書を得る必要がある。タウンミーティングのメンバーは、別の選挙で選ばれる委員、あるいは財政委員会の委員になることはできない。選挙区から動いたメンバー、あるいは地区割り見直しで外されたメンバーは次の選挙まで務めることができるが、町の外に移転した者は即座意に外される。
メンバーに空席がある場合、残っている人気について次の選挙で埋められる。空席ができて120日以内に選挙を行えない場合、選挙区の議長がメンバーの集会を招集し、次の選挙までメンバーとなる者を選出する。

#### ワラント
タウンミーティングのワラントは投票で決められる条項を含んでいる。選挙で選ばれる委員会あるいは指名される委員会、町の役人、あるいは有権者10人がいれば、ワラントに条項を加えることができる。各条項は町政委員会から、聴聞し、タウンミーティングで動議を出す委員会に割り当てられる。予算を使う条項は全て財政委員会に振り向けられる。企画と地区割りを扱う条項は企画委員会に向けられる。定款に関わる条項は定款委員会に渡される。財政委員会の推薦は地区割りを除き全ての条項についての動議とする権限がある。企画委員会はそれらの動議を提出できる。

#### ミニ・タウンミーティング
デダムでは、憲章には規定されていないものの、幾つかの選挙区の議長が互選でタウンミーティングの議長を選ぶ慣習がある。この議長の中の議長は地区議長のワラント審査ミーティングと呼ばれるものを主宰するが。通称ミニ・タウンミーティングと呼ばれる。このミニ・タウンミーティングは通常実際のタウンミーティングの1週間前に開催される。その目的はタウンミーティングの場に持ち出す前に、議論の多い問題幾つかを抽出しておくことである。

### 町政委員会
町政府の行政府は町政委員会が執行する。町政委員会は3年間任期で選ばれる5人の委員であり、町の政策を作る主体である。町の日々の運営を監督するタウン・マネジャーを指名する。また警官、有権者登録官、選挙管理官、控訴委員会、保存委員会、歴史地区委員会、その他複数メンバーの委員会委員を指名する。
委員会はあらゆる部門の政策を決めるが、日々の管理には関わらない。免許を発行し、町の機関の事情や行動を調査できる。

### 町事務官
選挙で選ばれる町事務官は任期3年間であり、常勤で働く。事務官は町の動態統計の保守者であり、町章や公的記録の管理人、町の役人全ての就任管理官、およびタウンミーティングの事務官である。タウンミーティングの事務官として、大衆とミーティングのメンバーに対してミーティングの開催を報せ、逐語的な議事録を残す。

### 町議長
タウンミーティングは町議長によって主宰されるが、評決の結果が賛否同数とならない限り投票はしない。年次選挙の後の最初のタウンミーティングでは、選挙されたメンバーから副議長を指名し、タウンミーティングの確認を取る。副議長は議長が不在あるいは不能の場合に代役となる。

### その他の委員会
教育委員会の委員7人は3年間任期で選挙で選ばれ、教育監督官を指名する。教育部の方針も設定する。
評価委員会の委員3人は3年間任期であり、毎年町内の不動産全てについて公正価格評価を行う。
健康員会の委員3人は環境と公衆衛生に関わる規則と規制を形成し、執行する。
図書館信託委員会は委員5人であり、それぞれ任期は3年間であり、町の公共図書館本館とエンディコット分館の管理を行う。図書館の方針、予算、図書館支配人の雇用と解雇に責任がある。
企画委員会の委員5人は、町の資源、可能性と需要に関する研究を行い、企画を作成する。マスタープランも作成する。
信託基金委員会には5人の委員が選挙で選ばれ、町に残され、寄付され、遺贈された資金を管理支配し、それぞれ信託の条件に従って配分する。
住宅局には5人の委員がいる。4人は町で選出され、1人は州地域社会コミッショナーによって指名される。委員会として州憲法と州法の下に与えられた住宅局の権限と義務がある。

## 経済
バイアコム/ CBSコーポレーションの子会社である劇団のナショナル・アミューズメントがデダムに本部を置いている。地域相互保険会社のザ・ノーフォーク & デダム・グループも町内にある。

## 教育
デダムには公立学校が7校ある。税金で支えられる公立学校体系を作った最初の町として知られている。
- デダム高校
- デダム中学校
- アベリー小学校
- オークデール小学校
- グリーンロッジ小学校
- リバーデール小学校
- 幼年期教育センター

私立学校は以下の3校である。
- ノーブル・アンド・グリーノー学校、共学、通学及び寄宿学校、7年生から12年生
- デダム・カントリー・デイスクール、小学校
- アーシュリン・アカデミー、独立系、カレッジ予備デイスクール、7年生から12年生

## コミュニティ団体
- デダム複合退役兵委員会
- アメリカン・リージョン第18支部
- 傷痍軍人第42支部
- 海外戦争退役兵第2017支部
- AMVETS第1636支部
- ナイツ・オブ・コロンバス
- ロータリークラブ
- ムースクラブ
- イタリアン – デダム・アメリカ市民クラブ
- ボーイスカウト・オブ・アメリカ
- デダム公共図書館の友愛会[15]
- デダム・ジュニアウィメンズ・クラブ
- デダム・スクエア・サークル[16]
- デダム・コミュニティ・ハウス[17]
- ジェイムズ・ジョイス・ランブル
- デダム歴史協会[18]
- デダム馬泥棒防止協会
- ノーブルズ・デイ・キャンプ[19]

## 礼拝所
- アリン会衆派教会（ユナイテッド・チャーチ・オブ・クライスト
- カルバリー・バプテスト教会
- デダム・テンプル（ハイチ・セブンスデー・アドベンチスト教会）
- フェローシップ・バイブル教会
- デダムで最初の教会と牧師館[20]（ユニタリアン・ユニバーサリスト教会）
- セントジョン・オブ・ダマスカス正教会
- セントジョンズ・メソジスト教会
- セントルークス福音主義ルーテル教会[21]
- セントメアリーズ・カトリック教会[22]、ライフティーン・プログラムの本拠、ボストン大司教区の副司教ジョン・アンソニー・ドゥーハーの元教会、
- セントポールズ聖公会教会[23]
- セントスザンナズ・カトリック教会[24]
- グッドシェパード・エピスコパル教会
- ザ・リンク教会[25]

ハンド墓地のボストン・ユナイテッド・ハンドが、ウェストロクスベリーとの町境を跨ぐローワー・イースト通りにある。1875年の設立であり、最初の区割りは1896年に埋まったが、その後何度も拡張された。ウェストロクスベリーに入る部分には1980年の墓もある。デダムに入る部分は現在も活動している。チェスナットヒルのコングリゲーション・ミシュカ・テフィラがこの資産を所有している。

## 見どころ
- デダム公共図書館[27]
- フェアバンクス邸（北アメリカ最古の木造建築[28]）
- マザー・ブルック（アメリカ合衆国初の人工水路）
- ノーブル・アンド・グリーノー学校
- ノーフォーク郡矯正センター、マサチューセッツ州道128号線沿いにある
- MIT エンディコット邸
- デダム・カントリー・デイスクール[29]
- デダム健康・運動複合施設[30]
- アーシュリン・アカデミーと修道院
- USSジェイコブ・ジョーンズ 海外戦争退役兵第2017支部[31]
- アメリカン・リージョン第18支部
- ラシ学校[32]
- レガシープレース、屋外ショッピングセンター[33]

## 交通
ボストン南駅からの通勤鉄道フランクリン・ラインはマサチューセッツ湾交通局が運行し、エンディコットとデダム・コーポレイト・センターに停車駅がある。
道路はボストン環状高速道路（ルート128）が町域の南部を通る。

## 著名な出身者
- ルイーザ・メイ・オルコット、小説家、『若草物語』、1851年にデダムで家政婦として7週間働いた[34]
- ホーレス・マン、教育改革者、奴隷制度廃止運動家[35]
- ルイス・ブランダイス、法律家、アメリカ合衆国最高裁判所陪席判事
- サミュエル・デクスター、アメリカ合衆国下院議員、アメリカ合衆国陸軍長官、アメリカ合衆国財務長官、最高裁長官ジョン・マーシャルの就任を管理した[36]
- ジョン・ロスロップ・モトリー、歴史家、外交官 在イギリス・アメリカ合衆国特命全権公使、在オーストリア・アメリカ合衆国特命全権公使
- フレディ・ローチ、元プロボクサー、現トレーナー